# 泰安府
泰安府，清朝时设置的府。

泰安府在山东省的位置（1820年）

雍正十三年（1735年），升泰安直隶州置，治所在泰安县（今山东省泰安市）。领东平州、六县：泰安县、肥城县、新泰县、莱芜县、东阿县、平阴县。辖境相当今山东省泰安、莱芜、新泰、肥城、平阴、东阿、东平等市县地。1913年废。

## 图册

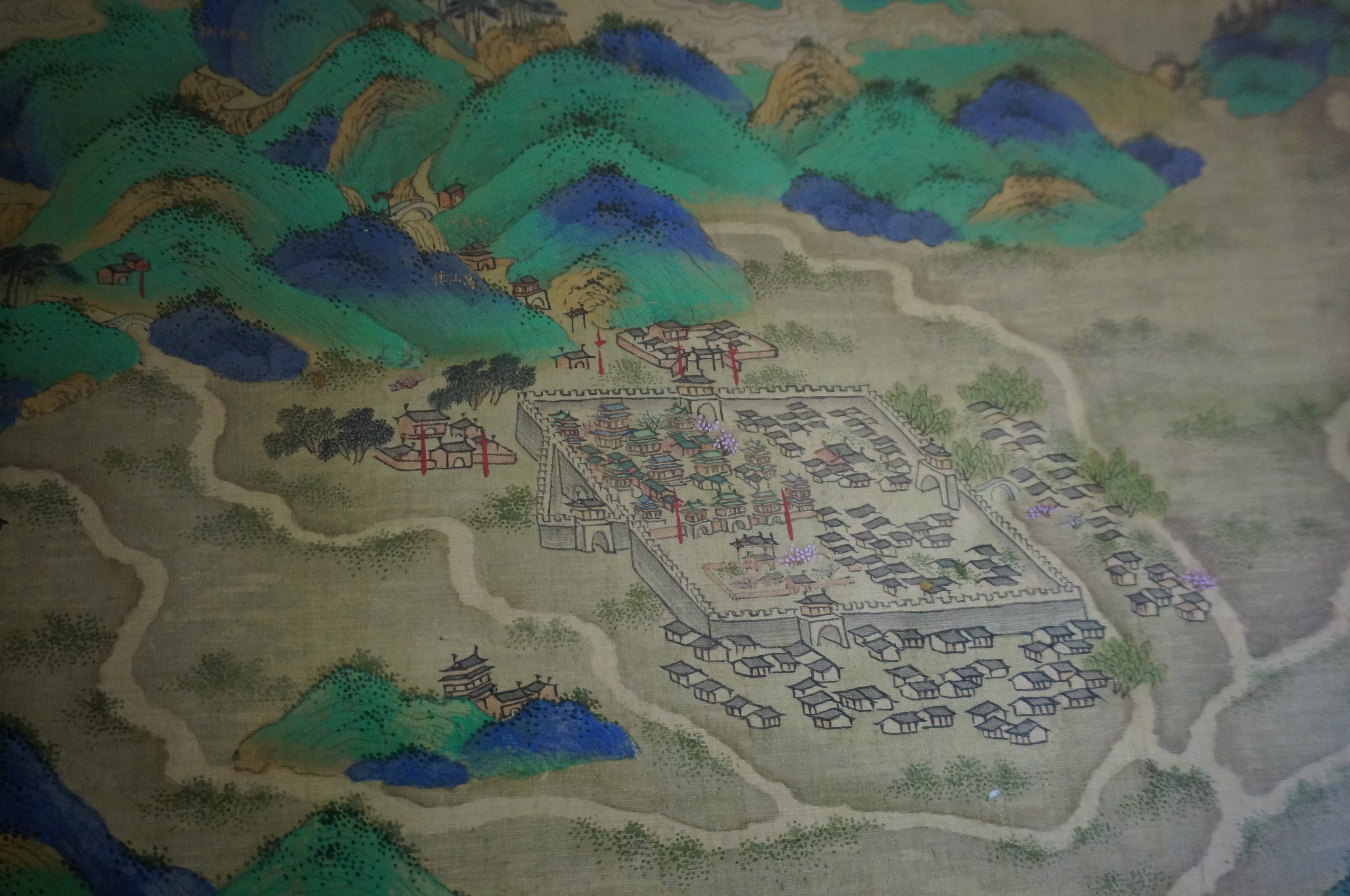
清康熙年间《京杭道里图》泰安府城局部
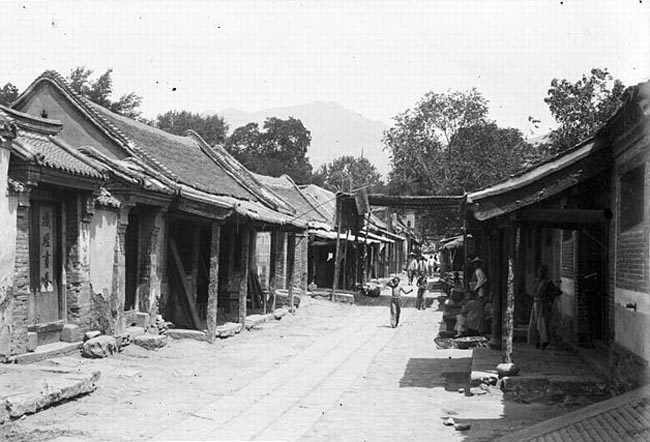
泰安府南北主街道，今通天街，1907年
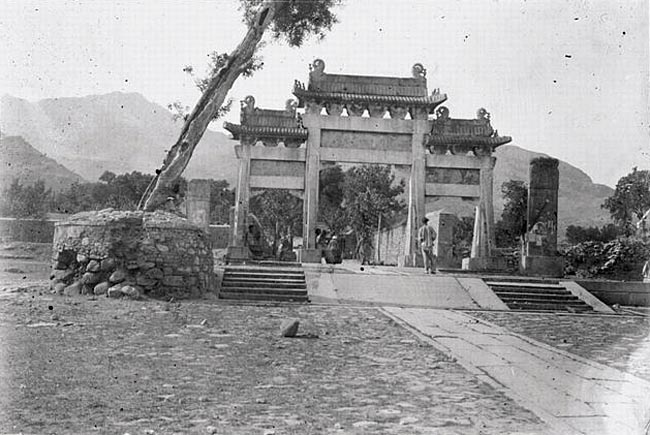
岱宗坊，1907年
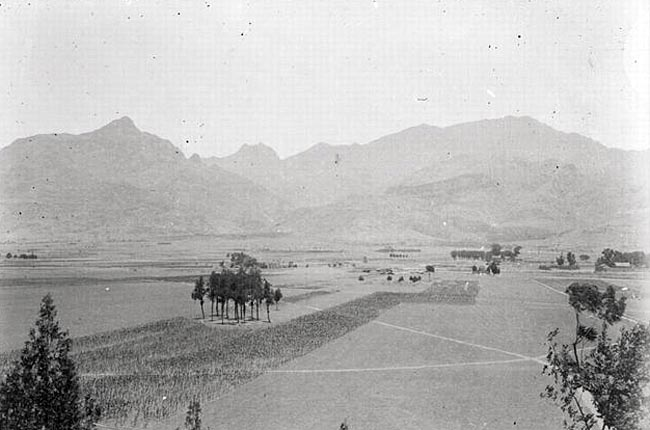
泰安府农田，1907年